# 리투아니아 육군
리투아니아 육군(리투아니아어: Lietuvos sausumos pajėgos)은 NATO 군대의 필수적인 일부 역할을 할 수 있는 리투아니아군의 중추를 형성한다. 리투아니아 육군은 공병대대와 국방봉사사단의 3개 여단으로 구성되어 있다.

## 구조
육상 부대의 주요 요소는 단일 기계화 보병 여단인 기계화 보병 여단 철늑대이다. 이것은 3개의 기계화 보병 대대와 1개의 포병 대대로 구성되어 있는데, 모두 리투아니아 군대의 전통에 따라 리투아니아 대공의 이름을 따서 명명되었다.
형성된 보병 여단 외에도 육군은 3개의 기동 보병 대대와 1개의 포병 대대로 구성된 2개 여단을 유지하고 있다. 이들 중 하나는 국내 및 해외 작전을 지원하는 임무를 맡고 있으며, 하나는 주로 리투아니아 영토 방어 임무를 맡고 있다. 제3여단이 있는데, 동원여단이지만 평화시에는 훈련부대이다.
주오자스 비트커스 공병대대는 지뢰 제거, 부교 건설, 불발탄 폭발 임무, 수중 공학, 수색 및 구조 작업에 참여하는 것을 책임지고 있다. 폭발물 처리반은 국제 작전에 참여할 준비가 되어 있다. 2008년을 시작으로, 리투아니아 군대는 제1, 2차 세계 대전 이후에 남겨진 폭발물의 리투아니아 영토와 옛 소련군 기지에서 지뢰 청소를 계속하는 10년 간의 프로젝트를 시작했다.
국토방위군의 필수적인 부분으로서, 국방 자원봉사자들은 독립을 위한 국민 운동이 시작된 이래로 발전해 왔다. 자원봉사자들은 군사 작전 동안 연합국과 원활하게 행동하며 정규군 증강, 국제 작전을 위한 개별 부대 및 특정 능력 배치, 주최국 지원 및 민간 당국 지원 등의 새로운 임무를 부여받았다.

## 보존

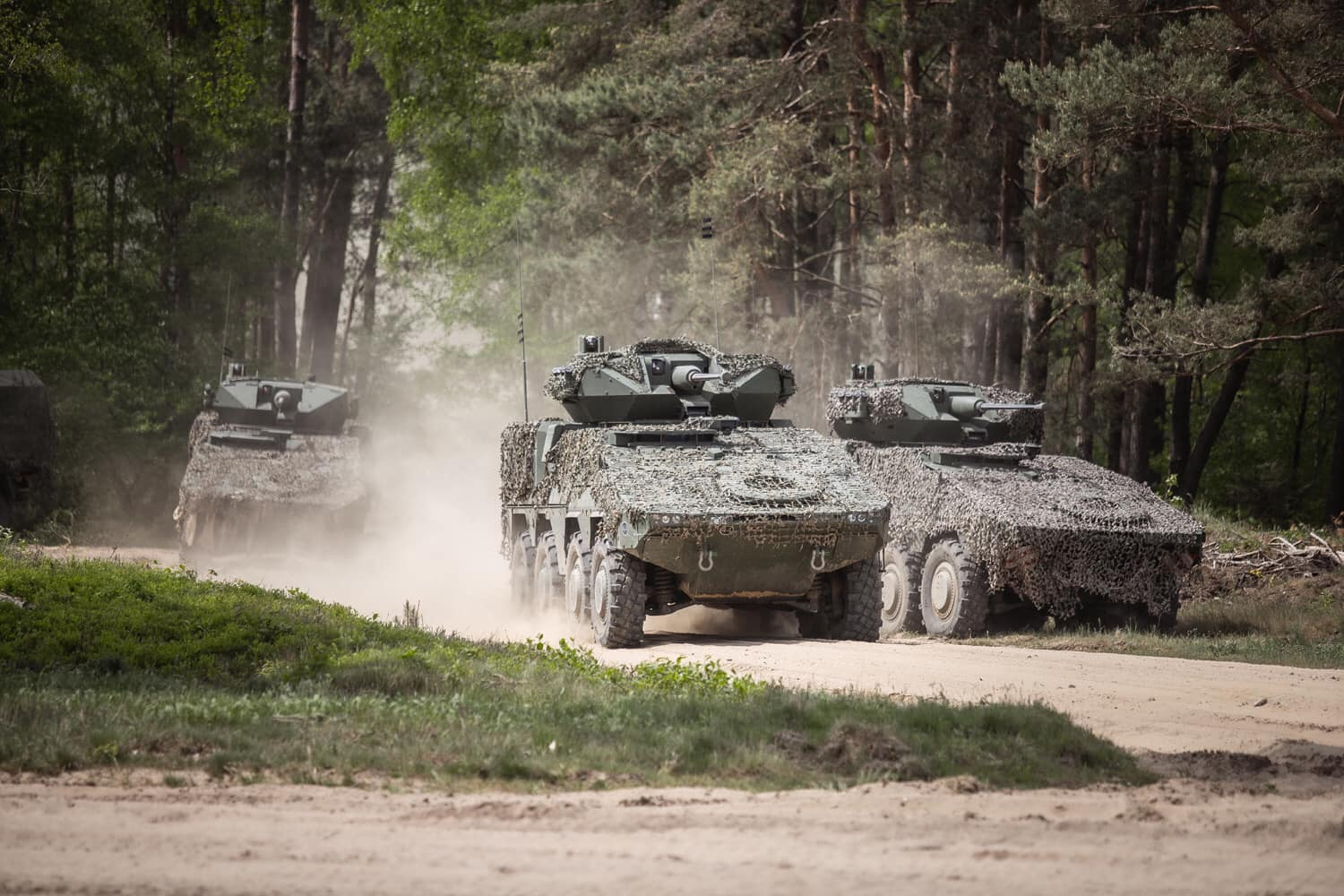
훈련 중에 리투아니아 IFV 빌카스

리투아니아 육군은 전문 군인들과 자원봉사자들로 구성되어 있다. 2008년 리투아니아 국방부 장관은 리투아니아의 프로 군대를 발전시키기 위한 노력의 일환으로 징병을 중단하는 법에 서명했다. 국방은 예비군과 동원군에 기반을 두고 있다. 신임 장관은 18세부터 24세까지의 모든 남성들이 7주간의 군사 기초 훈련을 받게 함으로써 국방력을 강화할 계획이다. 그 후에 그 사람은 군사 예비군에 추가될 것이다.
징병제는 2015년에 약 1차 징병제로 갱신되었다. 2015년 8월부터 군부대에 배치돼 9개월간의 기초훈련을 마친 자원봉사자 등 3,000여명이 선발된다. 개정된 법은 이 지역의 지정학적 위험 증가를 이유로 징병을 재개하는 이유로 연간 3,000명의 군인 징집이 적어도 2020년까지 계속될 것이라고 명시하고 있다.